# Вартеланд (рейхсгау)
Рейхсгау Вартеланд (нем. Reichsgau Wartheland, пол. Okręg Rzeszy Kraj Warty), также Вартегау (нем. Warthegau, пол. Okręg Warcki); ранее рейхсгау Позен (нем. Reichsgau Posen, пол. Okręg Rzeszy Poznań) — рейхсгау нацистской Германии, образованное в 1939 году на аннексированной территории западной Польши. Административный центр — город Позен.
Название рейхсгау было сконструировано первоначально из немецкого названия Познани — Позен, а затем из имени протекающей по территории региона реки Варты. Вартеланд состоял из территории так называемой Великой Польши и прилегающих районов, а также части областей, входивших ранее в состав прусской провинции Позен и потерянных в результате заключения Версальского договора.

## История
Во время Второго раздела Польши в 1793 году территория Великой Польши, веками находящаяся в составе польского государства, перешла к Прусскому королевству, в составе которого и пребывала вплоть до Тильзитского мира (1807) в качестве провинции Южная Пруссия, после чего перешла под управление вновь образованного Великого герцогства Варшавского, где находилась до 1815 года, когда по итогам Венского конгресса её западная часть была вновь передана Прусскому королевству в состав вновь образованной провинции Позен, а восточная часть преобразована в Царство Польское, которое после восстания 1830 года было передано в состав Российской империи сначала в виде автономного государства, а затем с 1876 года — в виде Привислинского края и было преобразовано в 1916 году в марионеточное Королевство Польское. С 1918 года территория региона переходит под контроль вновь созданной Польской республики, где она и находится до 1939 года, когда во время Второй мировой войны она вновь переходит во владения Германии.

## Образование рейхсгау

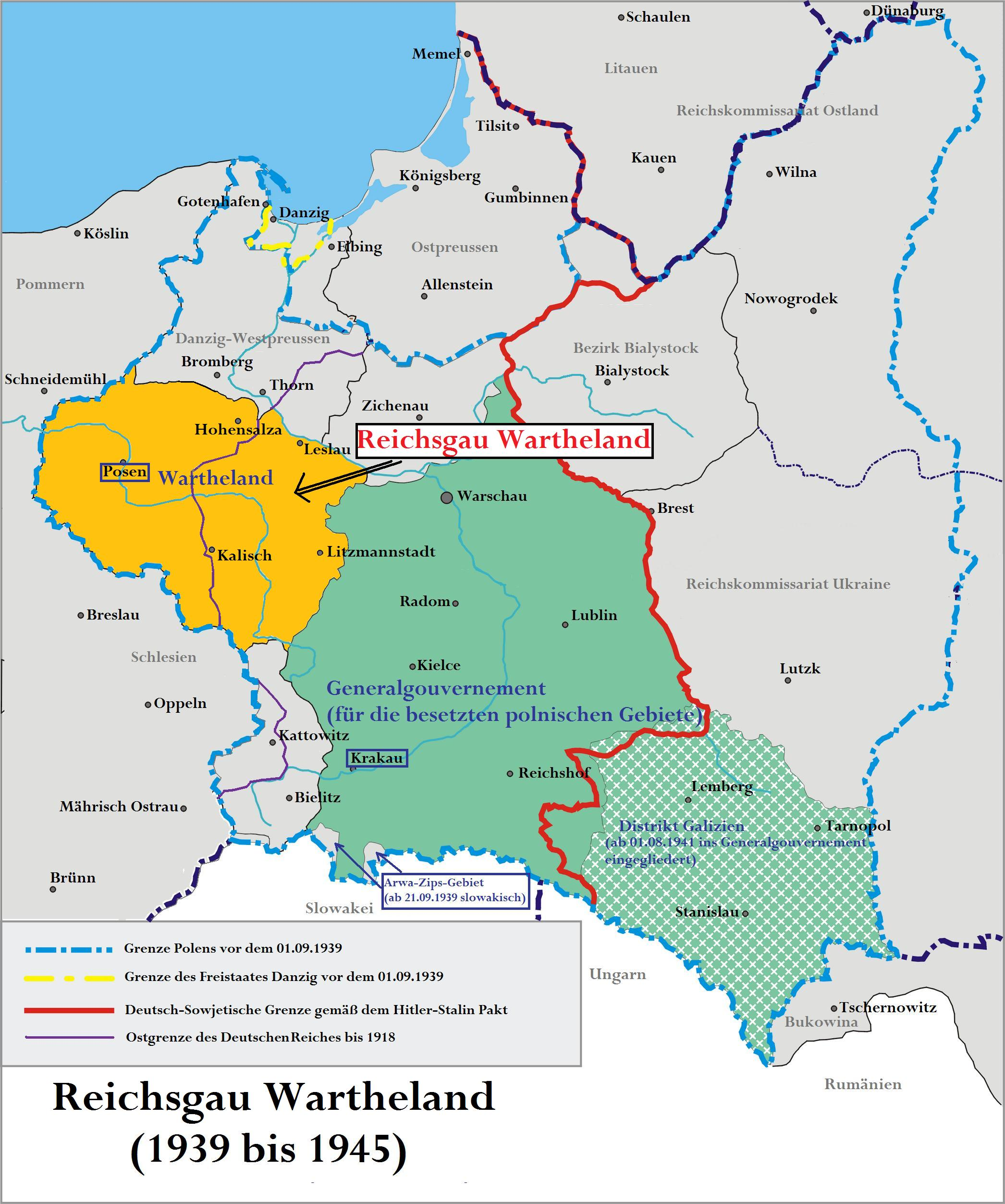
Рейхсгау Вартеланд обозначено жёлтым

В сентябре 1939 года непосредственно перед завершением «Польской кампании» на территории западной Польши был организован военный округ Позен (нем. Militärbezirk Posen), который включал в себя западные воеводства Польши. На западе округ граничил с прусскими провинциями Померания, Бранденбург и Силезия. Значительная часть данной территории до 1919 года уже принадлежала Германии в качестве прусской провинции Позен. Главой гражданской администрации округа был назначен бывший Президент Сената Вольного города Данциг, уроженец местного городка Шрода Артур Грейзер.
26 октября 1939 года военный округ Позен был включён в состав Германской империи, однако не в качестве новой провинции Пруссии, а в качестве рейхсгау. Центром вновь созданного рейхсгау Позен (нем. Reichsgau Posen) остался Позен. Рейхсштатгальтером Позена был вновь назначен Грейзер.
Рейхсгау Позен был разделён на три административных округа:
- Административный округ Калиш, центр — Калиш.
- Административный округ Позен, центр — Позен (Познань).
- Административный округ Хоэнзальца, центр — Хоэнзальца (Иновроцлав).

Восточная граница рейхсгау Позен была окончательно установлена 9 ноября 1939 года, когда в состав рейхсгау была включена промышленная область Лодзь, переименованная немцами в Лодш (нем. Lodsch). Таким образом, граница рейхсгау Позен была сдвинута на восток и 20 ноября 1939 года окончательно закреплена.

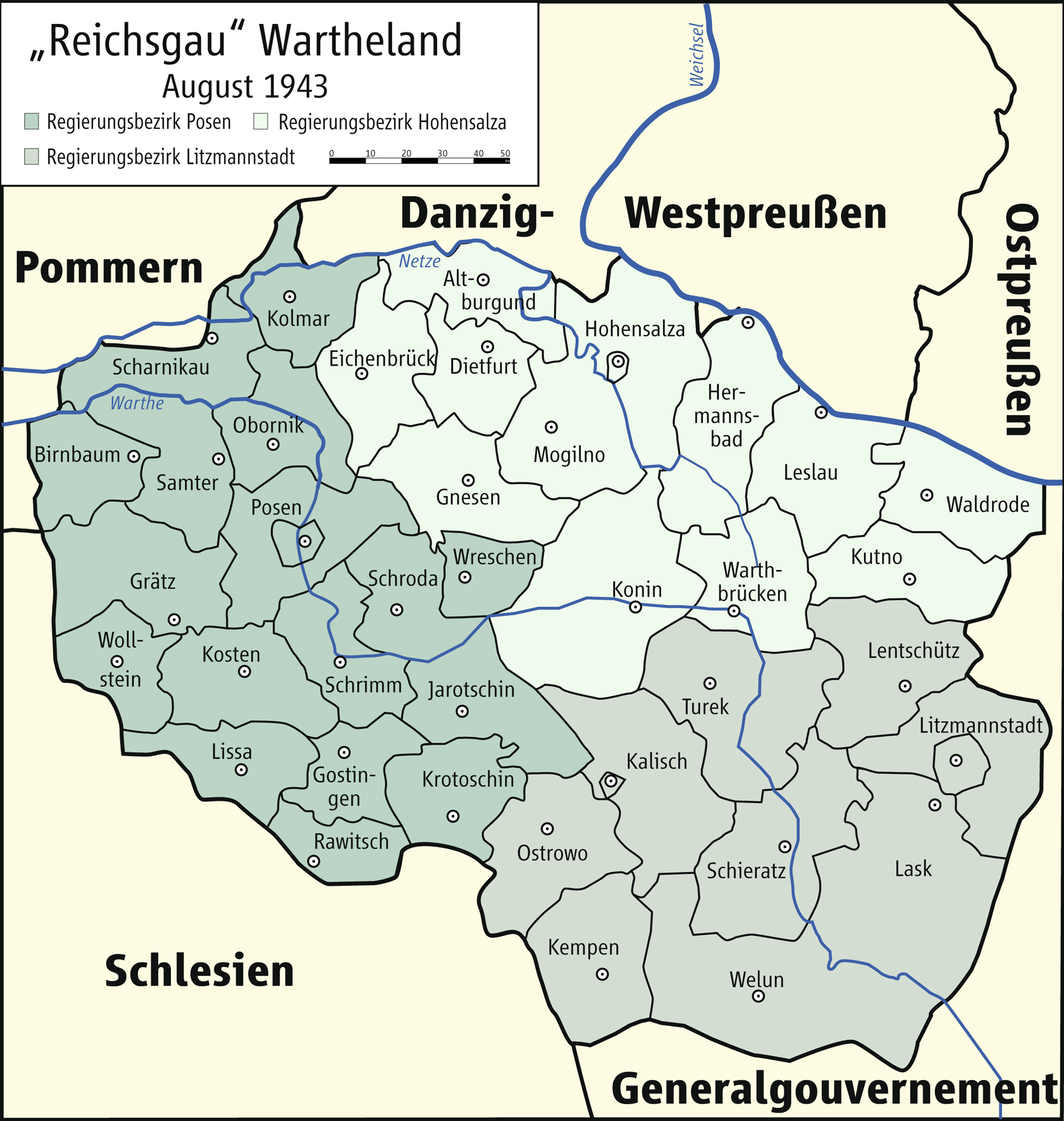
Административно-территориальное деление Вартеланда на 01.08.1943

С декабря 1939 года началось массовое переименование топонимов на территории региона. Все польские названия были заменены на старые немецкие названия, которые действовали до 1918 года, когда этот регион входил в состав Пруссии. Для территорий, расположенных восточнее границы рейха 1918 года, временно сохранялись польские названия, которые затем постепенно также заменялись на немецкие, выбор которых часто был произвольным.
С 29 января 1940 года рейхсгау Позен было переименовано в Вартеланд (нем. Reichsgau Wartheland) по названию протекающей через его территорию реки Варта. С 1 апреля 1940 года столица округа из Калиша была перенесена в Лодш, а уже 11 апреля 1940 года город Лодш был переименован в Лицманштадт (нем. Litzmannstadt) в честь Карла Лицмана. Административный округ Калиш 15 февраля 1941 года также был переименован в округ Лицманштадт.
Территориально-административное деление рейхсгау Вартеланд после 1940 года:
- Административный округ Лицманштадт, центр — Лицманштадт (Лодзь).
- Административный округ Позен, центр — Позен (Познань).
- Административный округ Хоэнзальца, центр — Хоэнзальца (Иновроцлав).

## Национальная политика

### Национальный состав региона

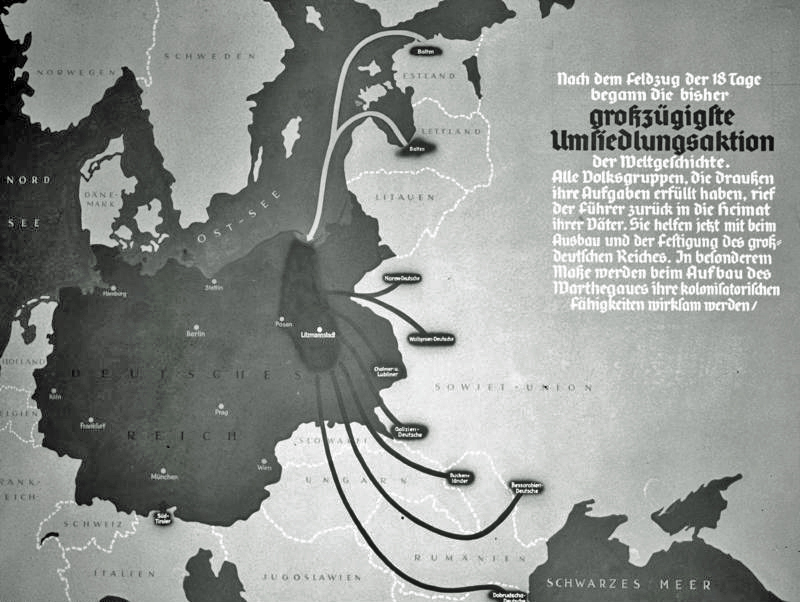
План по заселению Вартеланда немецкими переселенцами

В западной части региона, согласно переписи 1910 года (тогда эта территория ещё принадлежала прусской провинции Позен), 37 % населения составляли немцы. После возвращения этой территории Польше в 1919 году немецкое население стало стремительно сокращаться и к началу Второй мировой войны составило менее 15 % общей численности населения региона. Резкое сокращение численности немецкого населения объясняется, в частности, и политикой Юзефа Пилсудского, который вынуждал немцев, переселившихся на эти земли после 1890 года, возвращаться в Германию. Им проводилась политика экспроприации земель крупных немецких собственников и полонизации (например, преподавание в школах только на польском языке).
Восточная часть Вартеланда до Первой мировой войны входила в состав Российской империи, однако и там имелись некоторые основанные в XVII—XVIII веках немецкоязычные поселения. В районе Лодзи проживало немецкое национальное меньшинство, обосновавшееся там в XIX веке во время «промышленного бума». Общая численность немецкого населения, проживавшего в 1939 году в восточной части Вартеланда, составляла не более 3 %.

### Германизация населения

Указ о создании фолькслистов в рейхсгау Позен

Основной целью национальной политики Вартеланда была скорейшая германизация региона, в связи с чем всячески поощрялось переселение немцев на эти территории. В частности, бывшим немецким собственникам возвращались их земли, экспроприированные польским правительством у немецких землевладельцев после 1919 года. Польское же население, прибывшее в регион после 1919 года, изгонялось со своих земель.

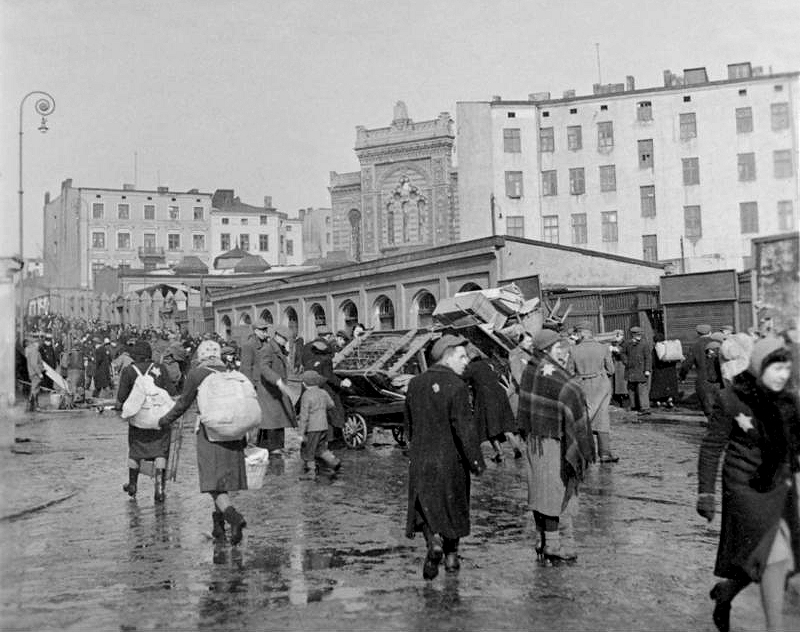
Выселение евреев в гетто Лицманштадт, март 1940

Ответственным за воплощение в жизнь политики германизации Вартеланда был назначен сам Генрих Гиммлер, который с 30 октября 1939 года занимал должность имперского комиссара по вопросам консолидации германского народа.
Для этих целей был составлен многоступенчатый план. С 28 октября 1939 года в Вартеланде вводятся фолькслисты (нем. Deutsche Volksliste, DVL), разделяющие всё население на группы в зависимости от степени их «немецкости». К 17 декабря 1939 года из Вартеланда в генерал-губернаторство были депортированы 87 883 человек, непригодных для германизации (евреи и этнические поляки).
В период с 10 февраля по 15 марта 1940 года было депортировано ещё 40 128 человек. Крупнейшая депортация была произведена в период с мая 1940 по 20 января 1941 года, когда было депортировано 121 594 человека. Кроме того, до 15 марта 1941 года в генерал-губернаторство было депортировано ещё 19 226 человек. Таким образом, общее число депортированных составило более 280 тысяч человек. Депортированные получали от 1 до 24 часов на сборы и могли брать с собой лишь документы и самые необходимые вещи. Люди транспортировались в товарных вагонах. Для многих из них депортация заканчивалась в «лагерях смерти».
Также на территории Вартеланда было организовано несколько еврейских гетто. Крупнейшее гетто было создано в феврале 1940 года на территории Лицманштадта (Лодзи). В гетто Лицманштадт было сосредоточено до 160 тысяч евреев. Гетто было ликвидировано в 1944 году, при этом большинство евреев из гетто было вывезено в «Старый рейх» на принудительные работы или депортировано в «лагеря смерти» — преимущественно в находящийся на территории Вартеланда лагерь Кульмхоф (Хелмно), а затем — в Аушвиц-Биркенау (Бжезинка).
Освобождённые от не подлежащего «германизации» населения территории должны были заселяться немецкими переселенцами. В частности, предполагалось заселение этих районов немцами из Советского Союза, в первую очередь балтийскими немцами. Кроме того, в Вартеланд переселялось немецкое население с оккупированных Советским Союзом территорий Бессарабии и Буковины. Переселением занималось центральное ведомство Фольксдойче Миттельштелле.

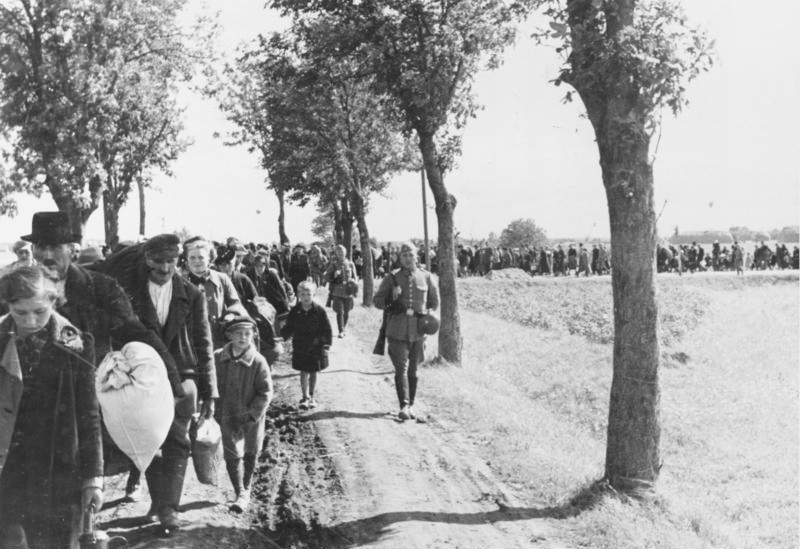
Выселение поляков из Вартеланда
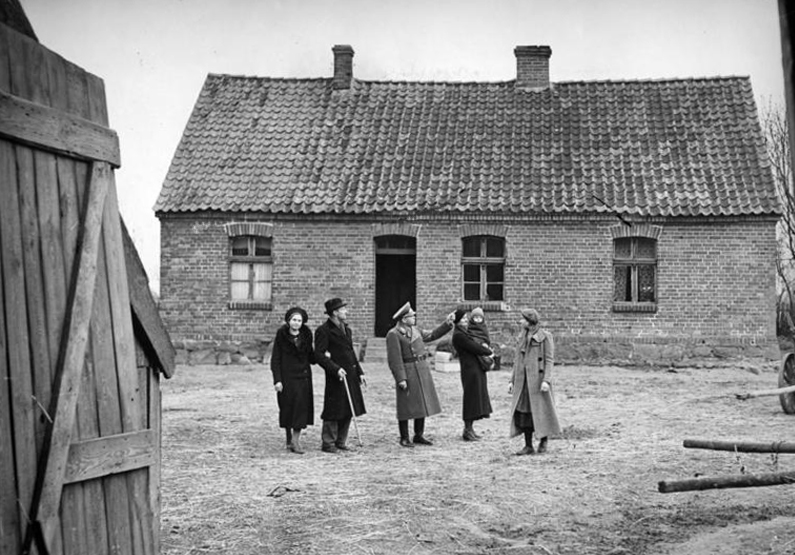
Немцам-переселенцам показывают их новое жильё в Вартеланде, 1939 г.
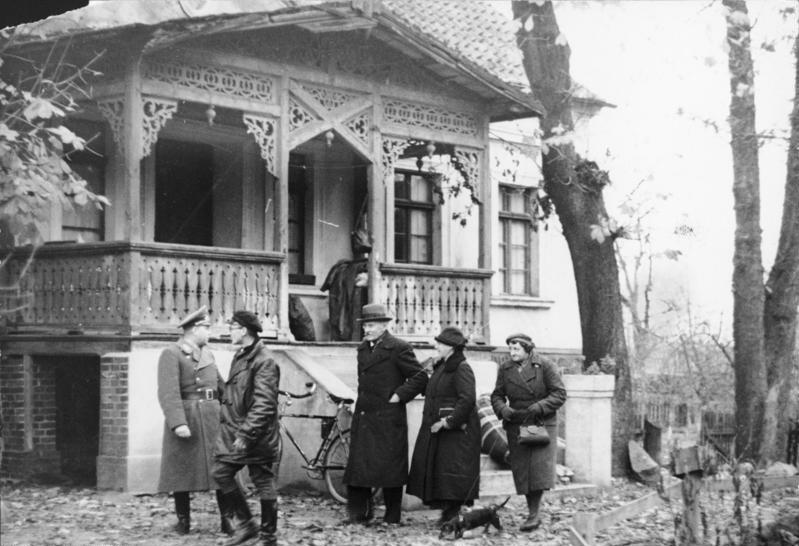
Немцы-репатрианты принимают дом изгнанных поляков в Вартеланде, ноябрь 1939 г.
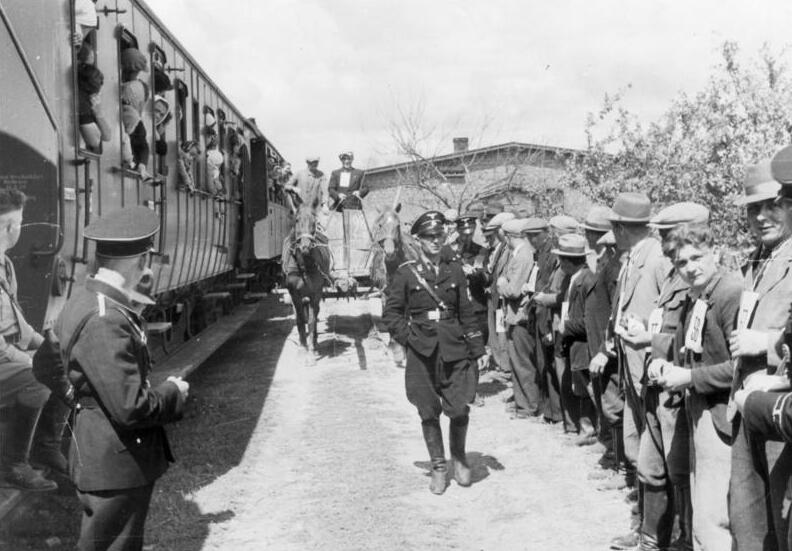
Прибытие немецких переселенцев из Галиции в Вартеланд, 1940 г.
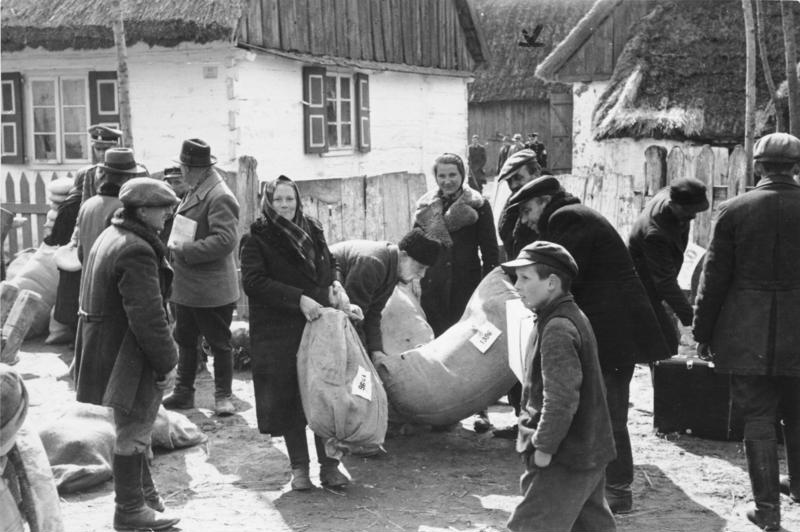
Прибытие в Вартеланд немцев-крестьян, май 1940 г.

Согласно данным рейхскомиссара по укреплению немецкой народности (опубликованных в «Kleiner Umsiedlungsspiegel») на 1 января 1944 года в Вартегау были размещены следующие группы немцев-переселенцев:
- 50 860 чел. из Эстонии и Латвии;
- 178 чел. из Литвы;
- 96 501 чел. из Волыни, Галиции и Наревской области;
- 25 020 чел. из Польского генерал-губернаторства;
- 41 599 чел. из Бессарабии;
- 25 420 чел. из Буковины и «старой» Румынии;
- 5725 чел. из Добруджи;
- 140 чел. из Болгарии, Сербии и Боснии;
- 52 чел. из иных местностей СССР.

## Конец войны
Красная Армия достигла границ Вартеланда 12 января 1945 года. Капитуляция была провозглашена 23 февраля 1945 года в 6 часов утра. К этому времени Вартеланд находился под полным контролем Советского Союза.
Руководство Вартеланда недооценило значения Висло-Одерской операции и переоценило свои военные способности, поэтому эвакуация немецкого населения из Вартеланда началась слишком поздно и проходила хаотично. Когда 16 января советские войска вошли на территорию Вартеланда, руководство рейхсгау пыталось успокоить население. Лишь 20 января было принято решение эвакуировать немецкое население рейхсгау. В тот же день рейхсштатгальтер Вартеланда Артур Грейзер с основной частью партийного руководства бежали в Берлин, а управлением региона занялся его заместитель Курт Шмальц (нем. Kurt Schmalz).
Эвакуация населения проходила в условиях непривычно холодной зимы и быстрого наступления Красной Армии, что вызвало жертвы среди гражданского населения. Оставшееся немецкое население, в первую очередь это были старики и лица, которые не успели вовремя бежать, было через несколько месяцев изгнано со своих земель вновь созданными польскими властями.